# Şefaatli

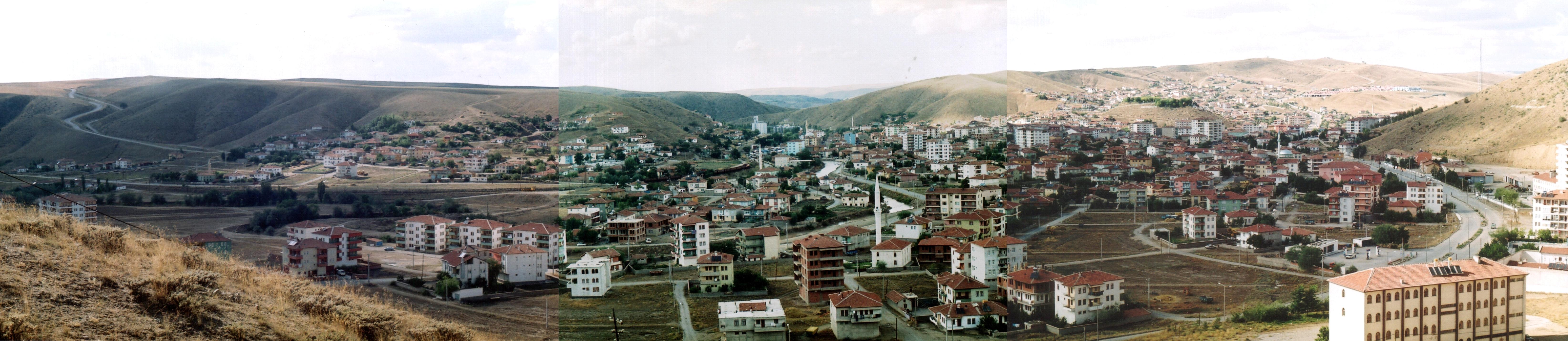
A panoramic view of Şefaatli

Şefaatli là một huyện thuộc tỉnh Yozgat, Thổ Nhĩ Kỳ. Huyện có diện tích 827 km² và dân số thời điểm năm 2007 là 19915 người, mật độ 24 người/km².